# Troupe de La Monnaie en 1754

## Composition de la troupe duThéâtre de la Monnaieen1754
L'année théâtrale commence le 15 avril 1754 et se termine le 15 février 1755.
| Acteurs et chanteurs           | Actrices et chanteuses  |
| ------------------------------ | ----------------------- |
| Auger                          | Agathine                |
| Babron                         | Charpentier             |
| Baptiste                       | Desjardins              |
| Clavel                         | Destrelle               |
| D'Hannetaire                   | D'Hannetaire            |
| Dubois                         | Eugénie D'Hannetaire    |
| Dufresne                       | Durancy                 |
| Durancy                        | Céleste Durancy         |
| Gourville                      | Gourville               |
| Le Jeune                       | Rosalie                 |
| de Sennepart d'Aubercourt      | Sophie Lothaire         |
| Danseurs et figurants          | Danseuses et figurantes |
| Desjardins, maître des ballets | Gourville               |
| Le Maire, premier danseur      | Grégoire                |
| Babron                         | Pantalonciny            |
| Baptiste                       | Agathine                |
| Clavel                         | Dubreuil                |
| Jouardin                       | Manuel                  |
| Dufresne                       | Rosalie                 |
| Vanderlinde                    | Sophie Lothaire         |
| Orchestre                      |                         |
| Langellery, maître de musique  | Lœillet                 |
| Bauwens                        | Parsazi                 |
| Boutmy                         | Sauwerwein              |
| Bruère                         | Vanden Broeck           |
| Bulber                         | Vandenhouten            |
| Fauconnier                     | Van der Hagen           |
| Godecharles                    | Van Malder              |
| Langlois                       | Vicedomini              |
| Lartillon                      |                         |

### Source
- Almanach historique et chronologique de la Comédie Françoise à Bruxelles, 1755.